# Copa Aldao 1920
La Copa Aldao 1920 fue la sexta edición del torneo organizado por AFA y AUF. Enfrentó a Boca Juniors de Argentina, ganador del Campeonato de Primera División 1920; y a Nacional de Uruguay, ganador del Campeonato de Primera División 1920.
La copa se disputó a partido único el 20 de noviembre de 1921 en el Estadio Sportivo Barracas de Buenos Aires. Se repitieron los rivales de la edición del año anterior. Se consagró campeón Nacional venciendo por 2 a 1, obteniendo su tercer título.

## Clubes clasificados
Clasificaron como campeones de 1920 en sus respectivas ligas.
| AAF (Argentina) |  | Boca Juniors |  | Campeón de Primera División de Argentina (1920) |
| AUF (Uruguay)   |  | Nacional     |  | Campeón de Primera División de Uruguay (1920)   |

## Partido
|  | POR | Américo Tesoriere     |  |
|  | DEF | Juan Bautista Anglese |  |
|  | DEF | Victorio Capelletti   |  |
|  | MED | José Alfredo López    |  |
|  | MED | Mario Busso           |  |
|  | MED | Alfredo Elli          |  |
|  | DEL | Pedro Calomino        |  |
|  | DEL | Pablo Bozzo           |  |
|  | DEL | Alfredo Martínez      |  |
|  | DEL | Felipe Galíndez       |  |
|  | DEL | Marcelino Martínez    |  |
|  |     |                       |  |

|  | POR | Raúl Paravis      |  |
|  | DEF | Antonio Urdinarán |  |
|  | DEF | Alfredo Foglino   |  |
|  | MED | Rogelio Naguil    |  |
|  | MED | Alfredo Zibechi   |  |
|  | MED | José Vanzzino     |  |
|  | DEL | Ángel Romano      |  |
|  | DEL | Héctor Scarone    |  |
|  | DEL | Santos Urdinarán  |  |
|  | DEL | Andrés Mazali     |  |
|  | DEL | Pascual Somma     |  |
|  |     |                   |  |

| Anotado | 55' | Pedro Calomino | 1-0 |

| Anotado | 75' | Andrés Mazali | 1-1 |
| Anotado | 82' | Ángel Romano  | 1-2 |

| Árbitro | Manuel Louzao |
|         |               |
|         |               |

|  | POR | Américo Tesoriere     |  |
|  | DEF | Juan Bautista Anglese |  |
|  | DEF | Victorio Capelletti   |  |
|  | MED | José Alfredo López    |  |
|  | MED | Mario Busso           |  |
|  | MED | Alfredo Elli          |  |
|  | DEL | Pedro Calomino        |  |
|  | DEL | Pablo Bozzo           |  |
|  | DEL | Alfredo Martínez      |  |
|  | DEL | Felipe Galíndez       |  |
|  | DEL | Marcelino Martínez    |  |
|  |     |                       |  |

|  | POR | Raúl Paravis      |  |
|  | DEF | Antonio Urdinarán |  |
|  | DEF | Alfredo Foglino   |  |
|  | MED | Rogelio Naguil    |  |
|  | MED | Alfredo Zibechi   |  |
|  | MED | José Vanzzino     |  |
|  | DEL | Ángel Romano      |  |
|  | DEL | Héctor Scarone    |  |
|  | DEL | Santos Urdinarán  |  |
|  | DEL | Andrés Mazali     |  |
|  | DEL | Pascual Somma     |  |
|  |     |                   |  |

| Anotado | 55' | Pedro Calomino | 1-0 |

| Anotado | 75' | Andrés Mazali | 1-1 |
| Anotado | 82' | Ángel Romano  | 1-2 |

| Árbitro | Manuel Louzao |
|         |               |
|         |               |

|                              |
| Bandera de Uruguay           |
| Campeón Nacional 3.er título |